# Несамовитий (фільм, 2020)
«Безжальний» (англ. Unhinged) — американський трилер від режисера Дерріка Борте з Расселом Кроу в головній ролі. У фільмі також знялися Джиммі Сімпсон, Карен Пісторіус і Гебріел Бейтман. 
Прем'єра відбулася 16 липня 2020 року у Німеччині. Прем'єра в Україні відбулася 30 липня 2020 року.

## Сюжет
Спізнюючись на роботу, Рейчел (Карен Пісторіус) обганяє іншого водія (Рассел Кроу) на світлофорі. Це імпульсивне рішення призводить до того, що всі близькі і друзі героїні стають мішенню психопата, який хоче дати їй серію смертельних уроків. 

## В ролях
- Рассел Кроу — Том Купер
- Джиммі Сімпсон — Енді
- Карен Пісторіус — Рейчел
- Гебріел Бейтман — Кайл
- Майкл Пападжон — Коп
- Енн Марі Лейтон — Дебора Хескелл
- Люсі Фауст — Розі
- Сільвія Грейс Крім — Вчителька
- Остін П. Маккензі — Фред

## Виробництво
Виробництво картини почалося в середині 2019 року в Кеннері, а також відбувалося в Новому Орлеані. 
Велика частина фільму була знята за одну п'ятницю, в денний час-пік, на автостраді Monash Freeway в Австралії.
У даний момент картина знаходиться на стадії пост-продакшну. 

## Реліз
Прем'єра відбулася 16 липня 2020 року у Німеччині. Прем'єра в Україні відбулася 30 липня 2020 року.

## Маркетинг
Перший офіційний трейлер фільму був опублікований в інтернеті компанією Solstice Studios 12 травня 2020 року.